# Anicia (cràter)
Anicia és un cràter d'impacte en el planeta Venus de 38,2 km de diàmetre. Porta el nom d'Anicia (fl. segle iii aC), metgessa i poetessa de l'antiga Grècia, i el seu nom va ser aprovat per la Unió Astronòmica Internacional el 1991.